# (13165) 1995 WS1
(13165) 1995 WS1 là một tiểu hành tinh vành đai chính. Nó được phát hiện bởi Seiji Ueda và Hiroshi Kaneda ở Kushiro, Hokkaidō, Nhật Bản, ngày 16 tháng 11 năm 1995.